# Phnum Kulén
Phnum Kulén är kullar i Kambodja.   De ligger i provinsen Siem Reap, i den centrala delen av landet, 240 km norr om huvudstaden Phnom Penh.
Phnum Kulén sträcker sig 26,1 km i sydostlig-nordvästlig riktning. Den högsta toppen är Phnum Chhéh Vêk, 459 meter över havet.
Topografiskt ingår följande toppar i Phnum Kulén:
- Phnum Chéa
- Phnum Chhéh Vêk
- Phnum Prâchiĕv
- Phnum Ta Kŭng
- Phnum Ta Mau
- Phnum Voăll Yéav